# Liste von Zollhäusern in Polen

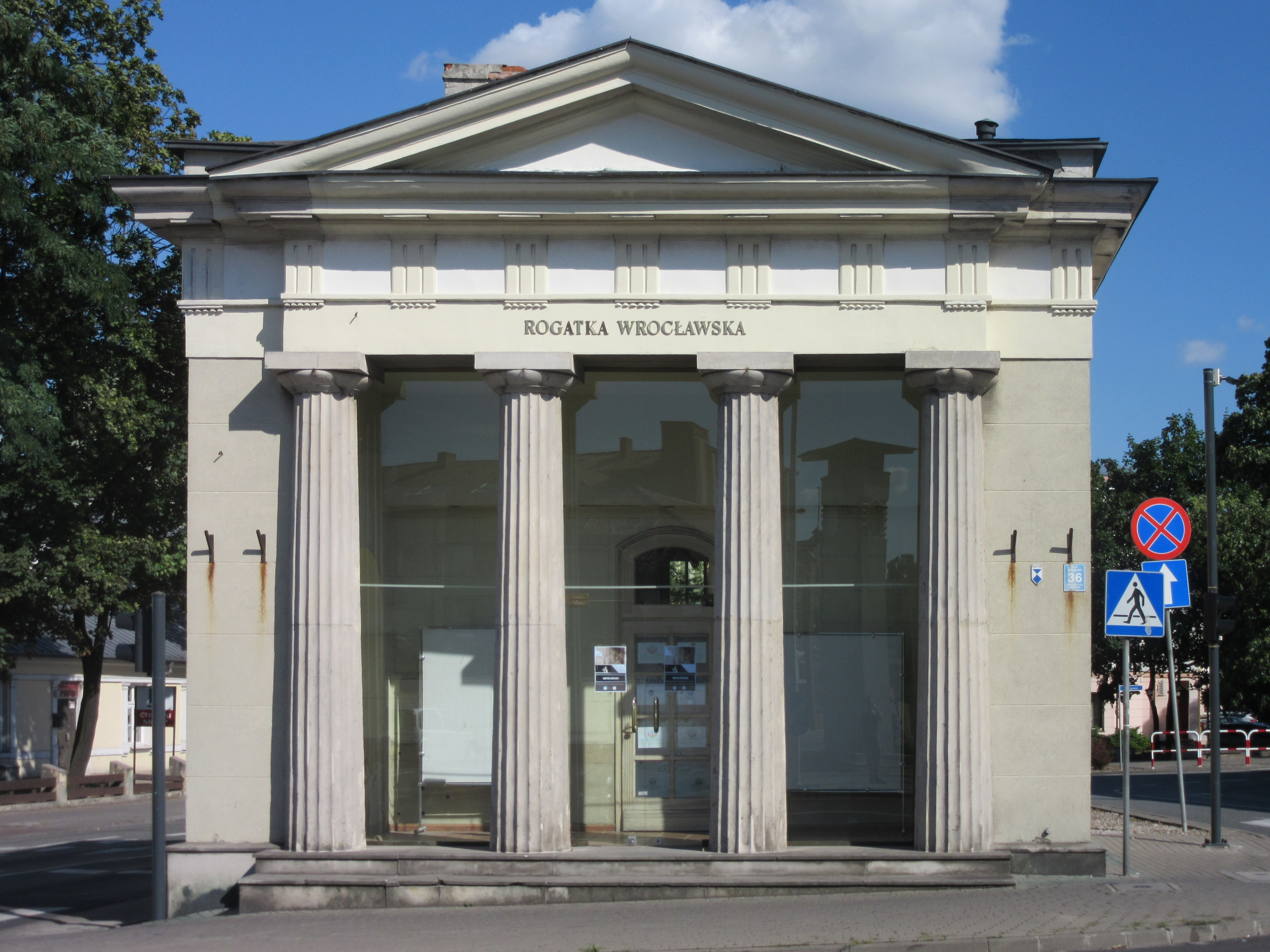
Breslauer Zollhaus in Kalisz

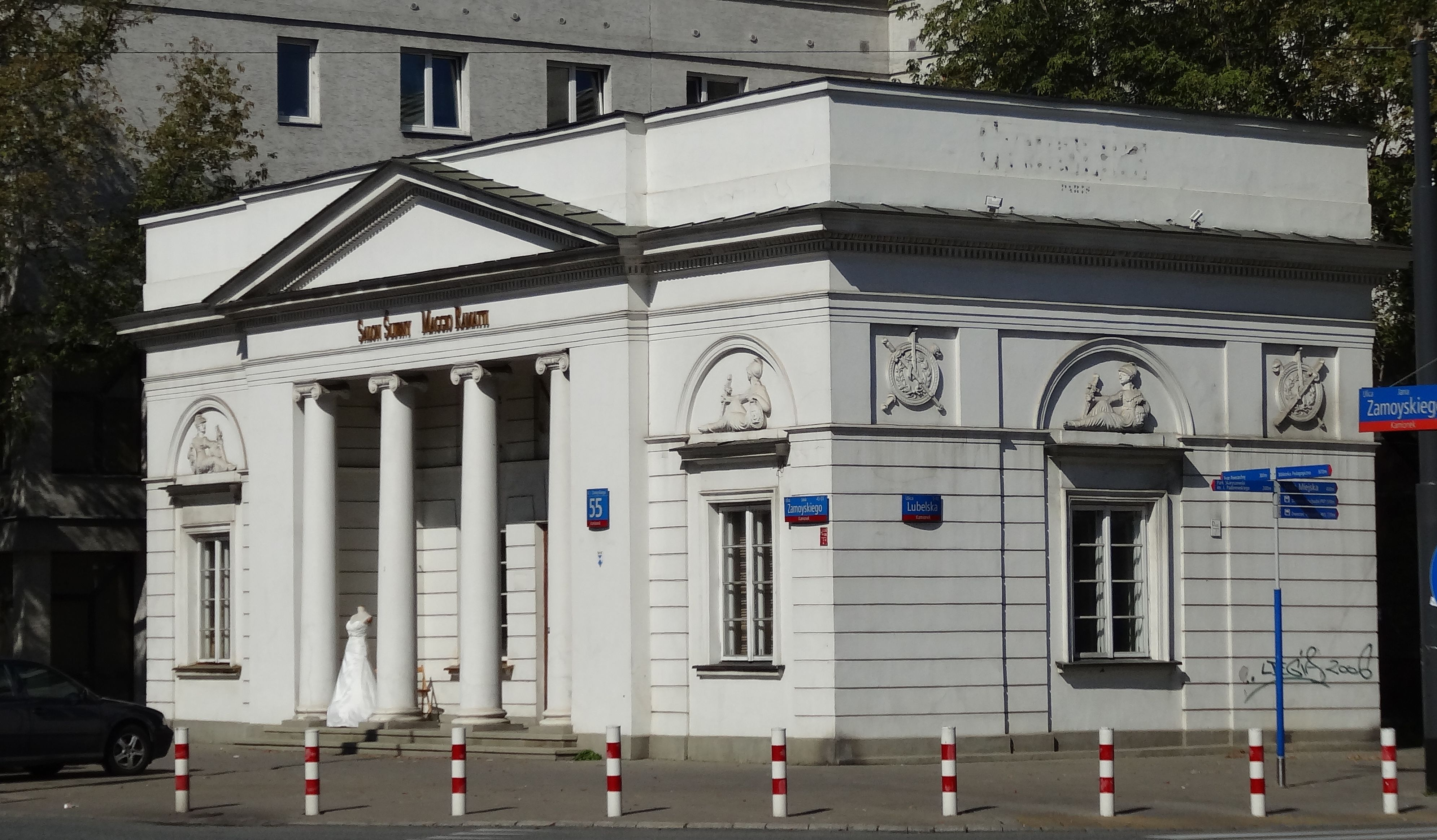
Zollhaus II in Warszawa-Grochów

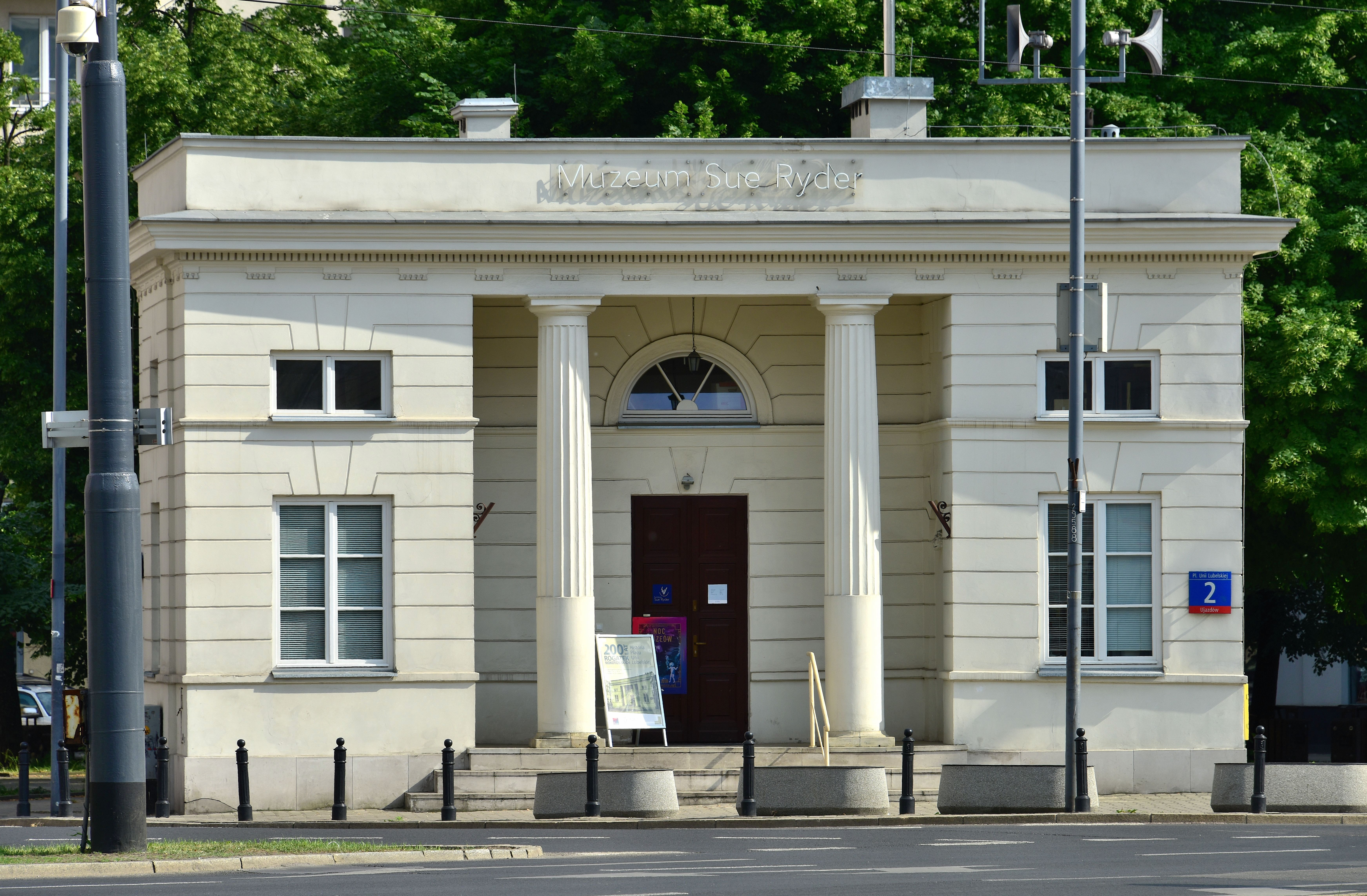
Zollhaus I in Warszawa-Mokotów

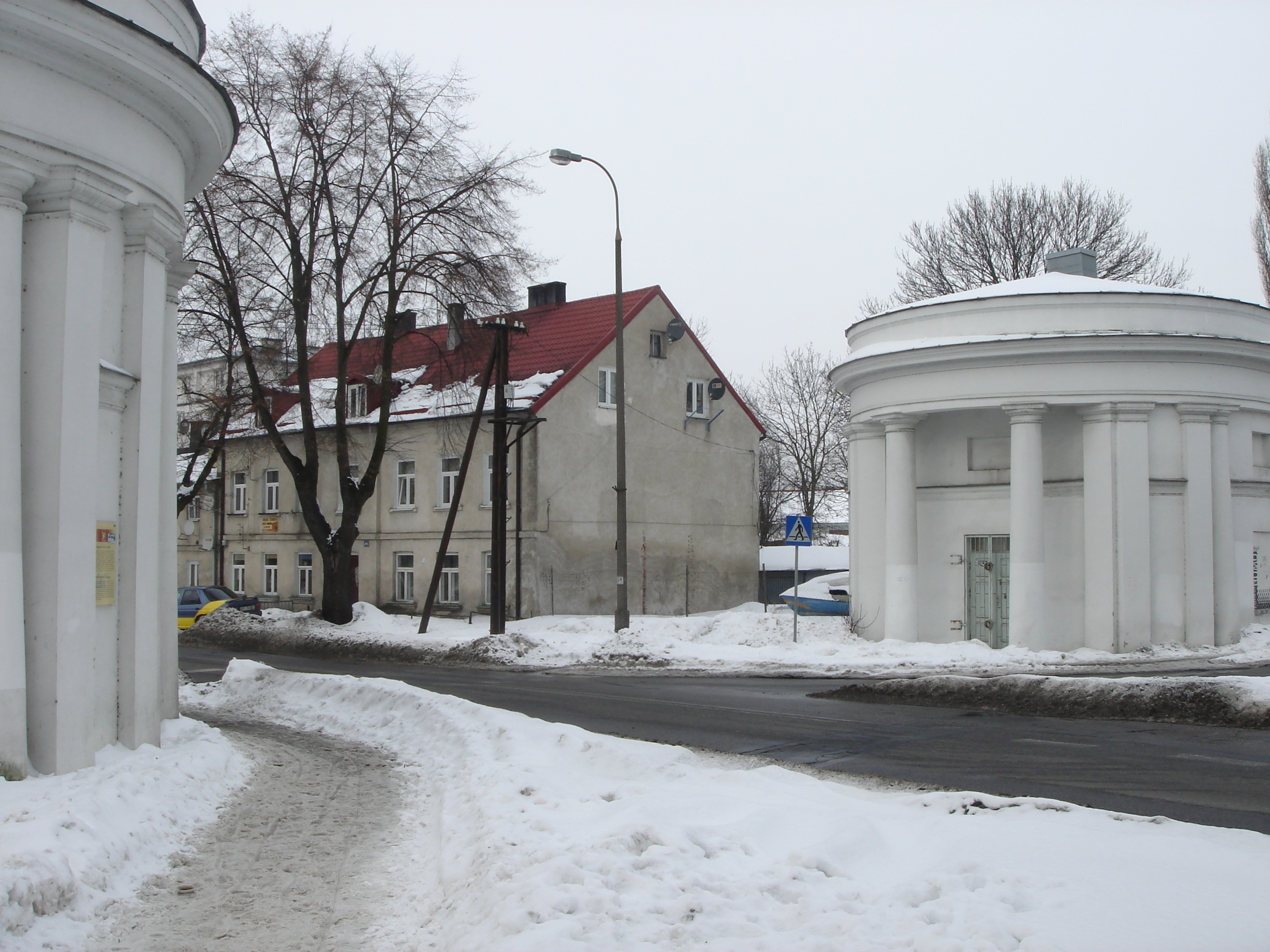
Dobriner Zollhäuser in Płock

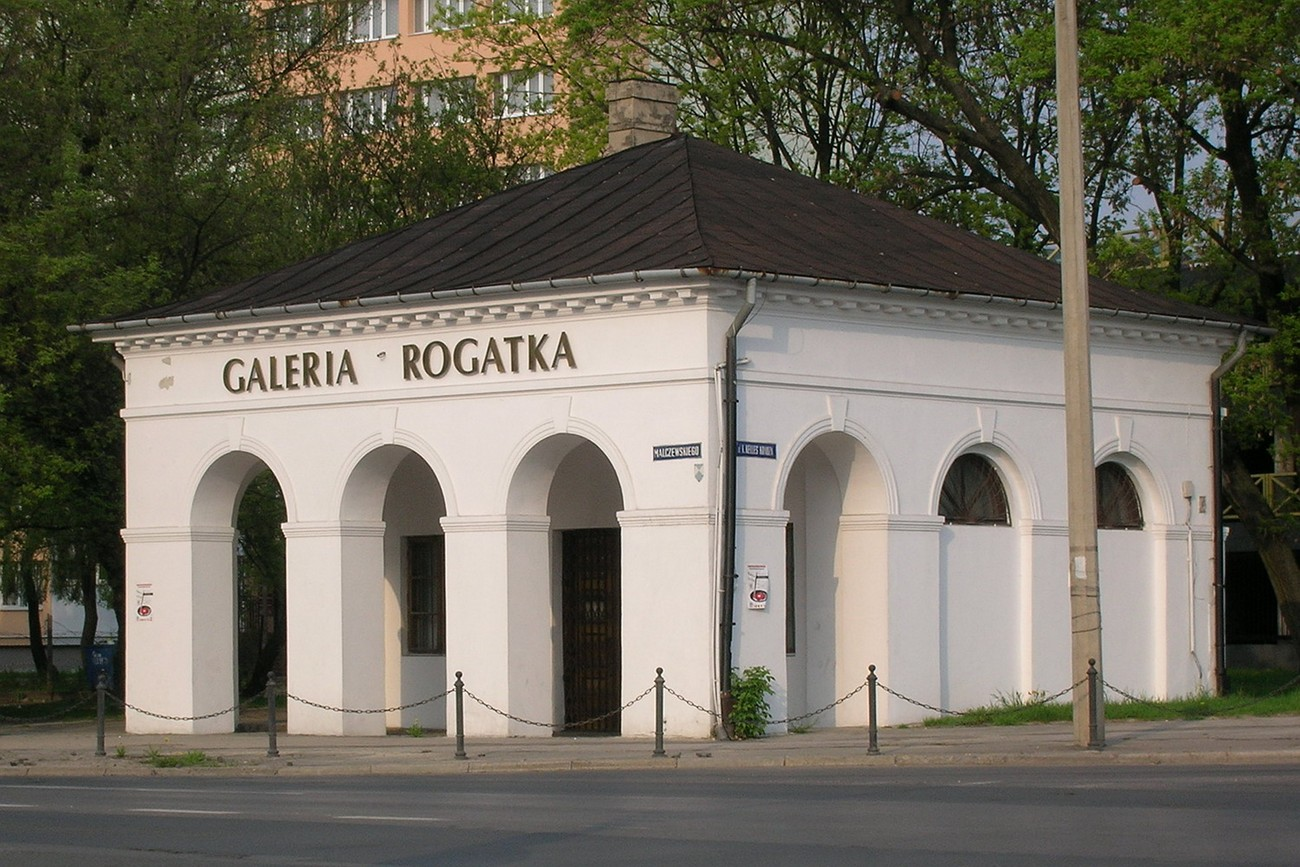
Warschauer Zollhaus in Radom

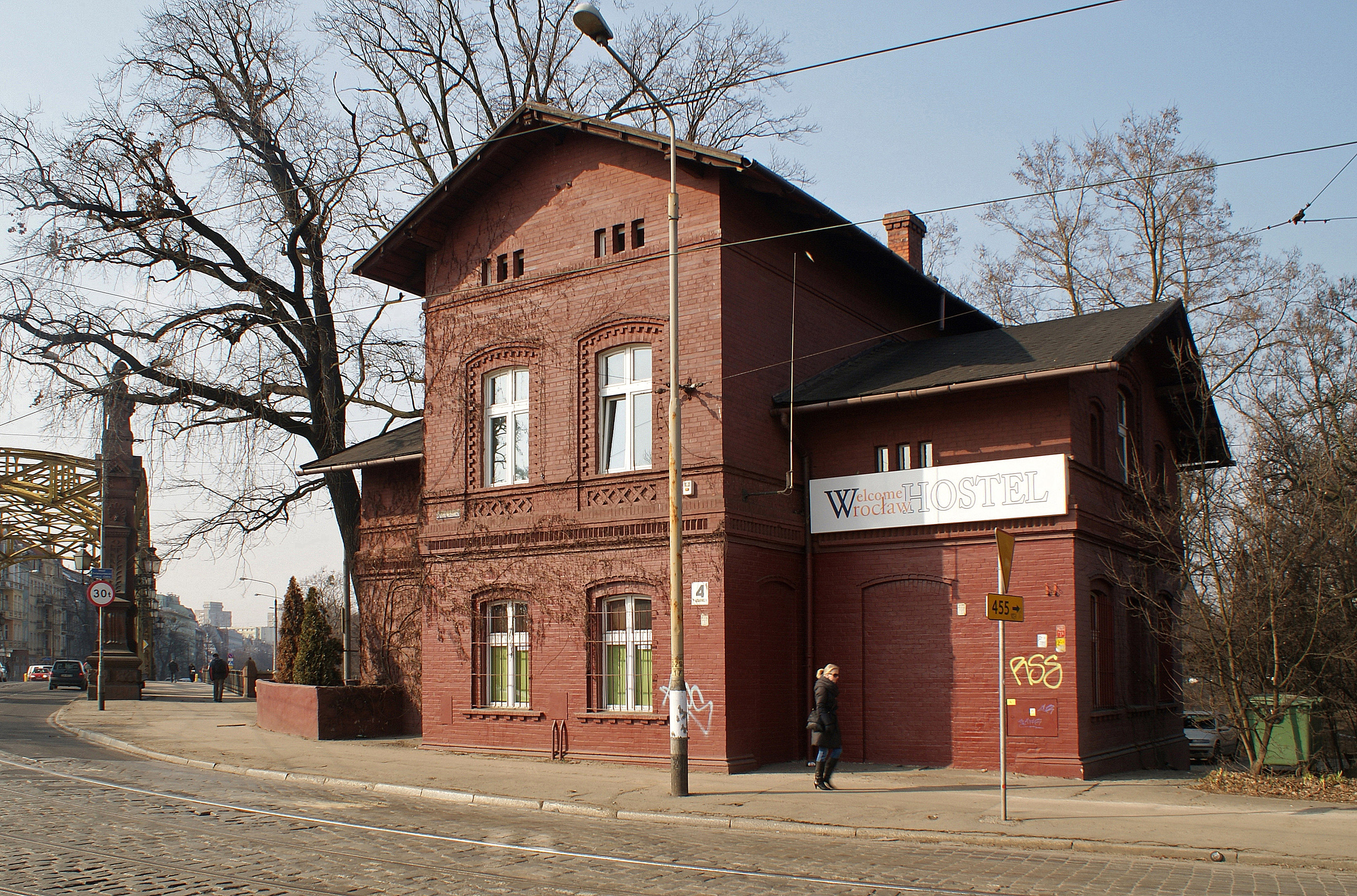
Scheitniger Barriere in Breslau

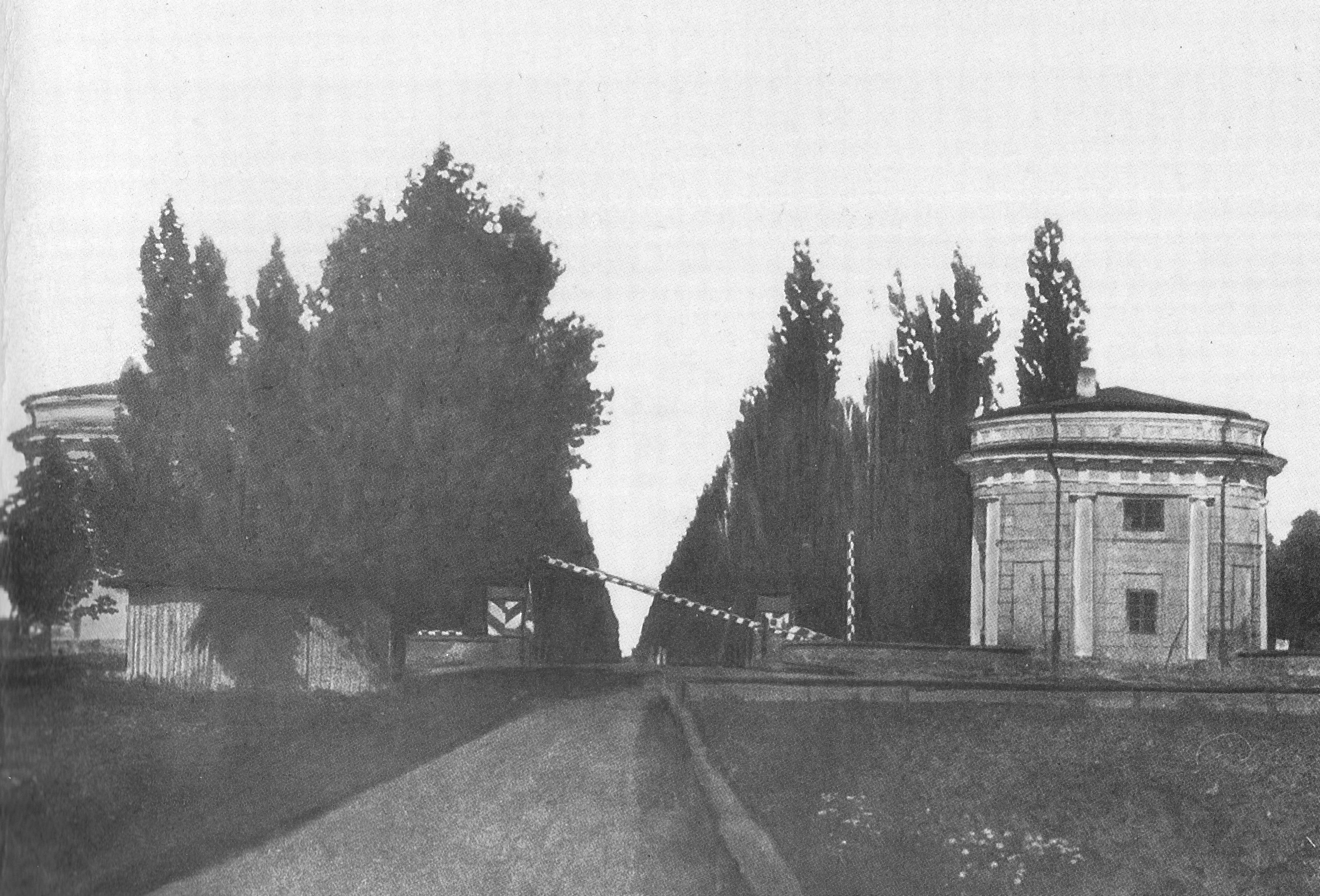
Rogatki Jerozolimskie mit Schlagbaum (um 1860)

Die Liste von Zollhäusern in Polen führt Zollhäuser (polnisch rogatka, Mehrzahl rogatki) im heutigen Polen auf. Sie wurden im 19. Jahrhundert errichtet und dienten zur Erhebung örtlicher Zölle, städtischer Abgaben oder von Wegegeldern. Die Bauwerke teils namhafter Architekten wurden in der Zeit nach dem Ersten Weltkrieg umgenutzt, zum Teil auch umgebaut und stehen heute unter Denkmalschutz.

## Geschichte
Die erhaltenen Zollhäuser im russischen Kongresspolen stammen aus der ersten Hälfte des 19. Jahrhunderts. Sie wurden im Stil des Klassizismus ausgeführt und ersetzten oftmals hölzerne Vorgängergebäude, die mit dem Wachstum der Städte den verlagerten Stadtgrenzen folgten. Zu den Architekten gehörten Jakub Kubicki (1758–1833), der die Warschauer Bauten entwarf, Stefan Baliński (1794–1872) und Henryk Marconi (1792–1863) in Radom sowie Franz (Franciszek) Reinstein (1792–1853) in Kalisz.
In Warschau wurden an zehn Standorten 18 Zollhäuser an der Stadtgrenze errichtet. Wie auch in Płock waren sie an den wichtigen Straßen paarweise vorhanden.
Im preußischen Breslau gab es ebenfalls zehn Zollstationen an der Stadtgrenze, die als „Barriere“ bezeichnet wurden. Auch im Polnischen hat das Wort rogatka die Bedeutung einer „Schranke“. Zwei dieser Gebäude aus der zweiten Hälfte des 19. Jahrhunderts werden als Wohnhäuser genutzt.

## Liste erhaltener Zollhäuser in Polen
- Warschau
  - Rogatki Grochowskie in Warszawa-Grochów, 1823
  - Rogatki Mokotowskie in Warszawa-Mokotów, 1816–1818
- Kalisz
  - Rogatka Wrocławska (Breslauer Zollhaus), 1827–1828
- Płock
  - Rogatki Dobrzyńskie (Dobriner Zollhäuser), 1825
  - Rogatki Płońskie (Plonsker Zollhäuser), 1825
  - Rogatki Warszawskie (Warschauer Zollhäuser), 1824–1827
- Radom
  - Rogatka Lubelska (Lubliner Zollhaus), 1840
  - Rogatka Warszawska (Warschauer Zollhaus), 1834
- Krakau
  - Rogatka Dębnicka (Kraków-Dębniki)
  - Rogatka Krowoderska (Kraków-Krowodrza)
  - Rogatka Olszańska (Kraków-Krowodrza)
  - Rogatka Wolska (Kraków-Wola)
  - Rogatka Wrocławska (Breslauer Zollhaus)
  - Rogatka Zakrzowiecka (Kraków-Zakrzówek)
- Breslau
  - Rogatka Osobowicka (Oswitzer Barriere), 1897–1898
  - Rogatka Szczytnicka (Scheitniger Barriere), 1868, an der Most Zwierzyniecki (Paßbrücke)

## Zerstörte Zollhäuser (Auswahl)
- Rogatki Jerozolimskie an den Jerusalemer Alleen, 1818, 1942 zerstört
- Rogatki Wolskie in Warszawa-Wola, 1818, 1942 zerstört.